# Lijst van personen overleden in april 2012
Dit is een lijst van bekende personen die zijn overleden in april 2012.

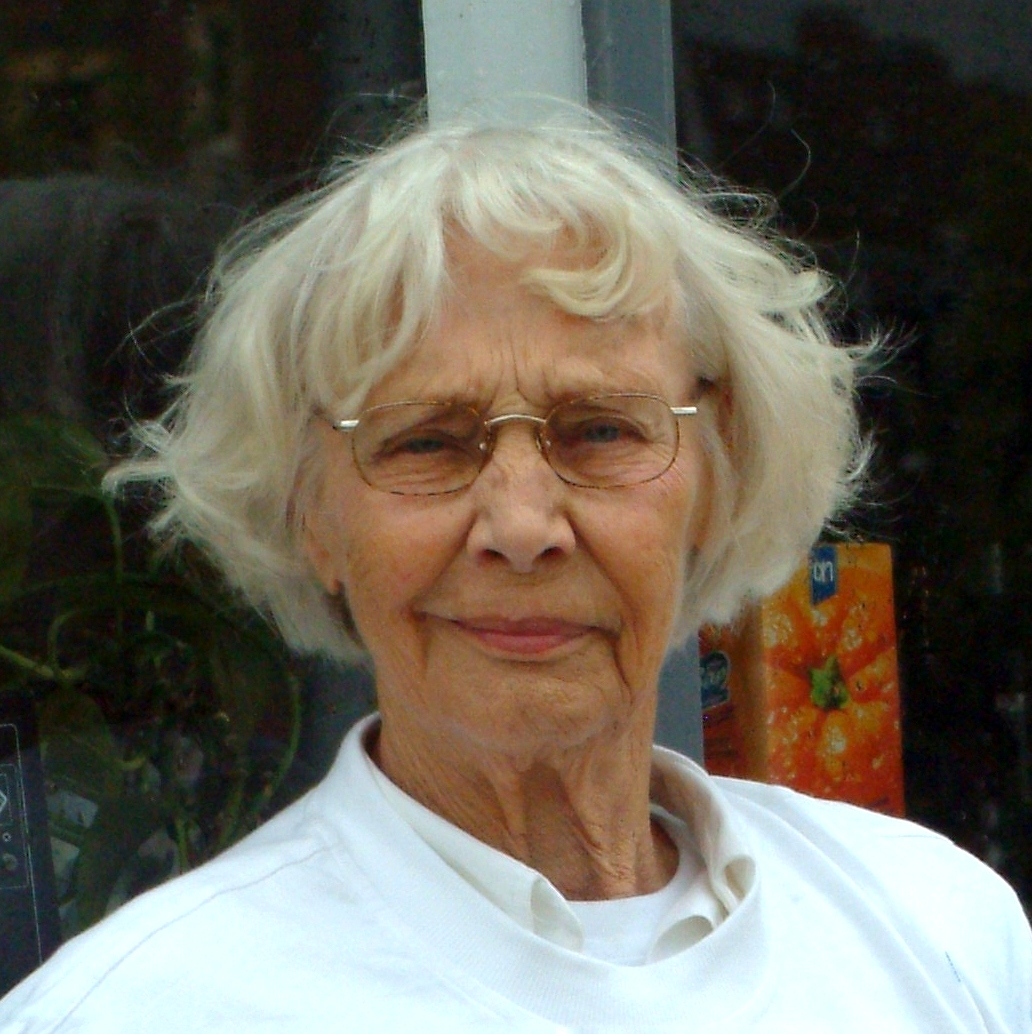
Xenia Stad-de Jong
3 april

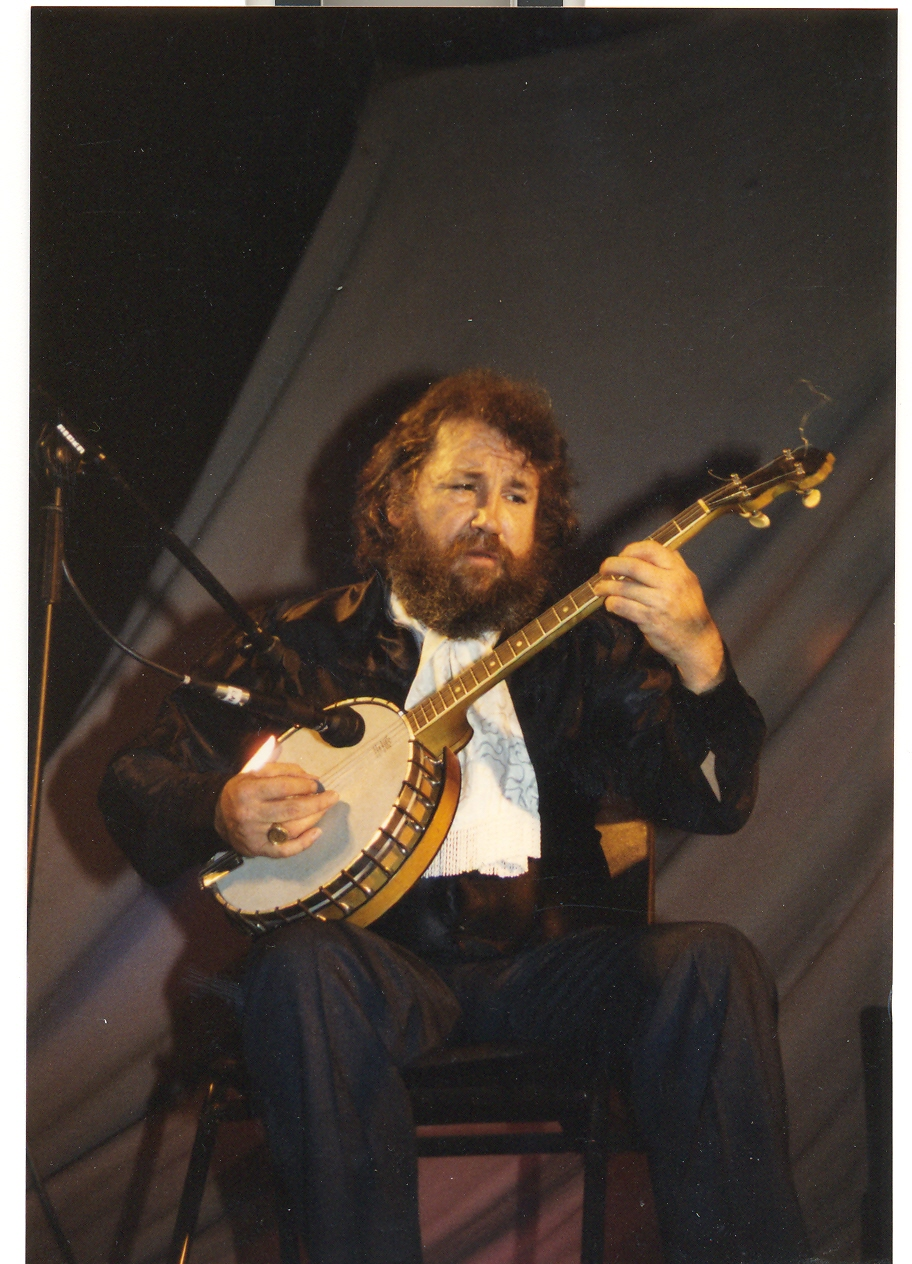
Barney McKenna
5 april

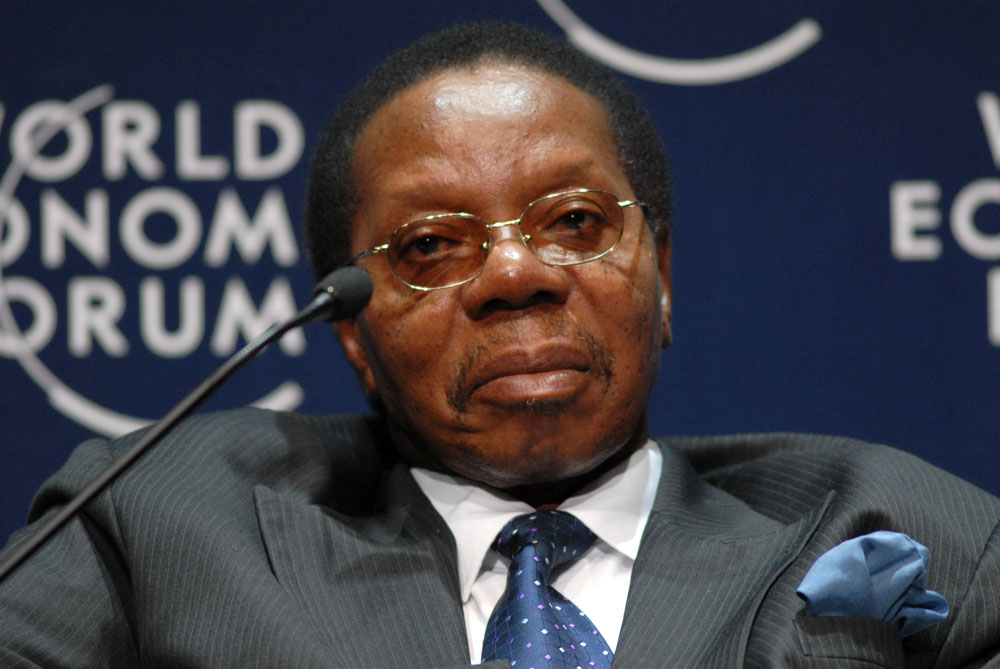
Bingu wa Mutharika
5 april

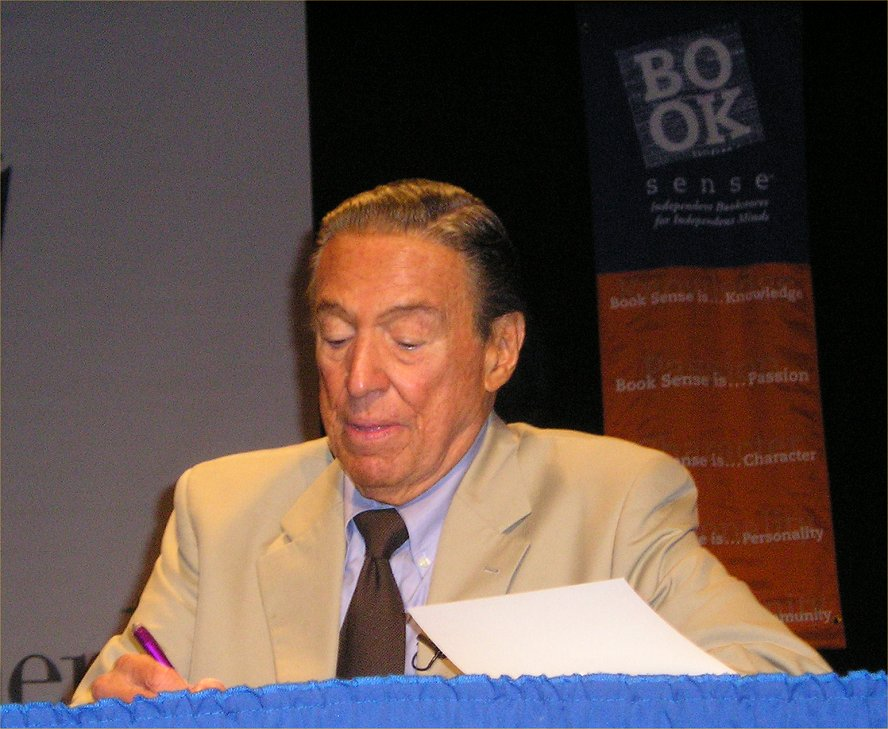
Mike Wallace
7 april

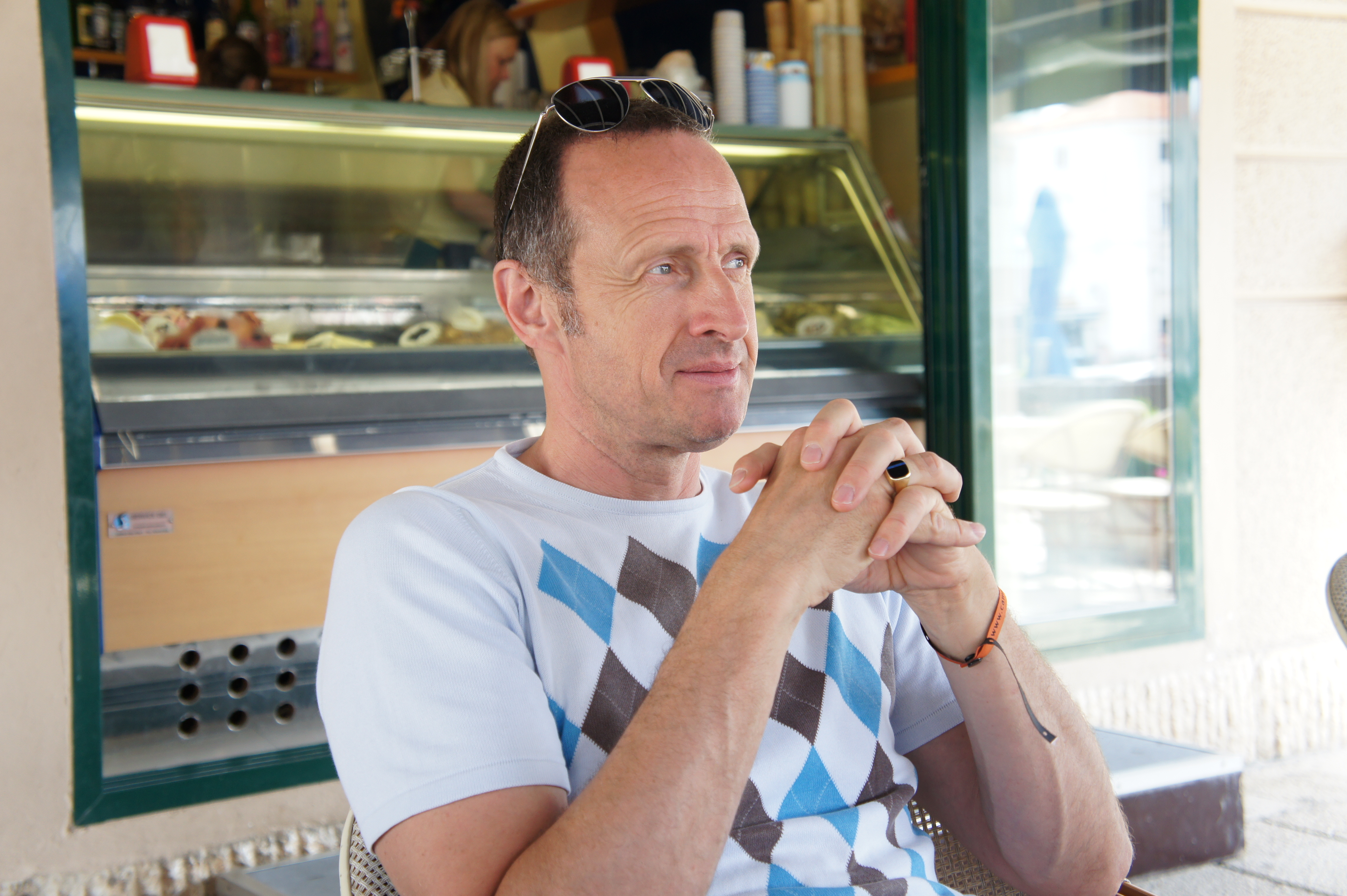
Bram Bart
8 april

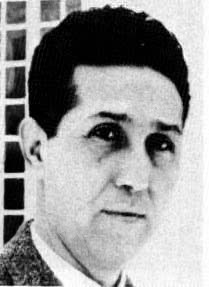
Ahmed Ben Bella
11 april

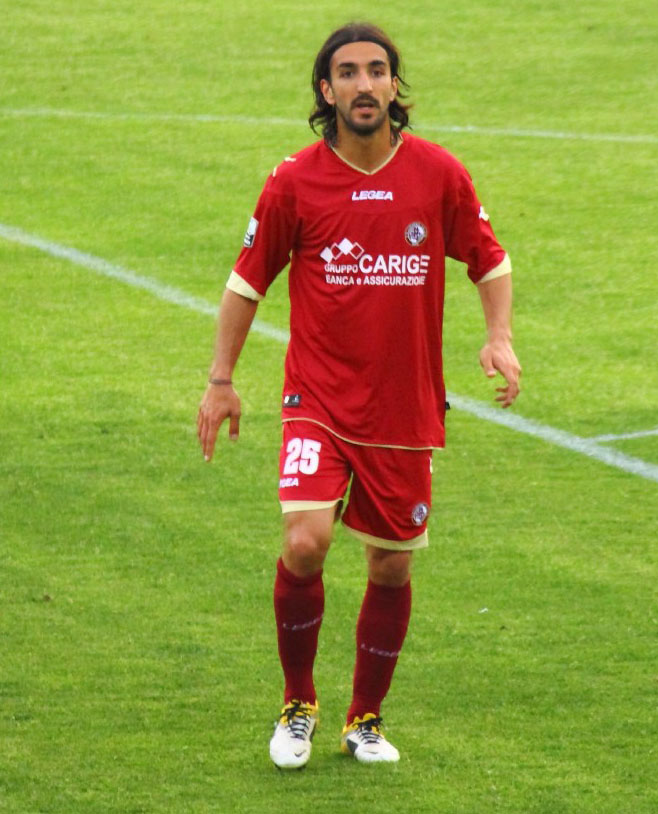
Piermario Morosini
14 april

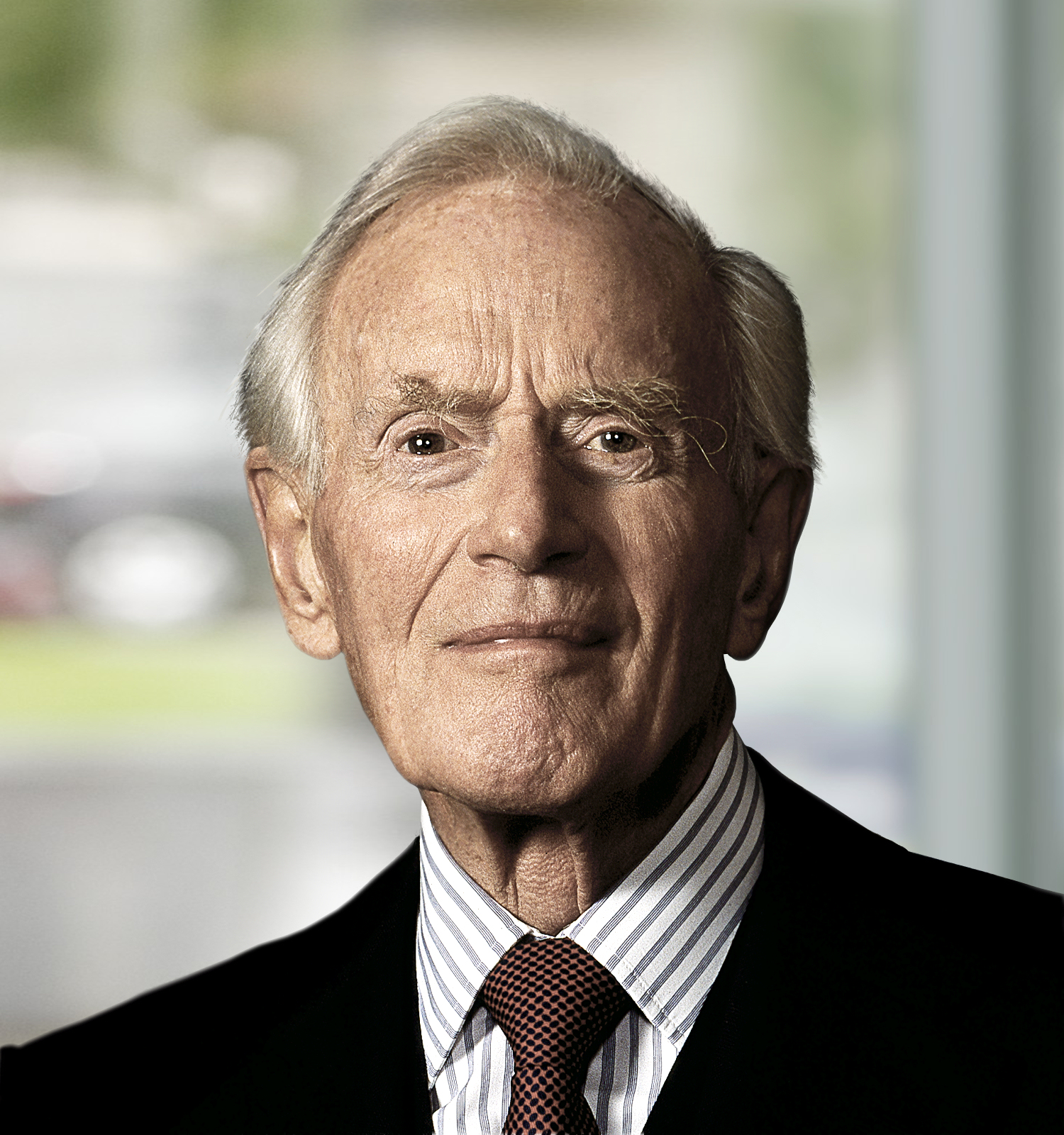
Mærsk Mc-Kinney Møller
16 april

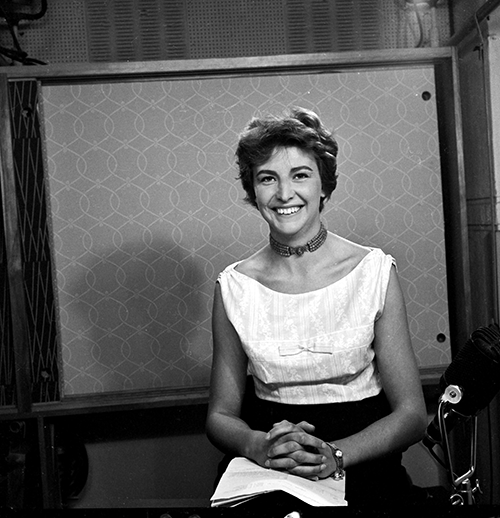
Ageeth Scherphuis
16 april

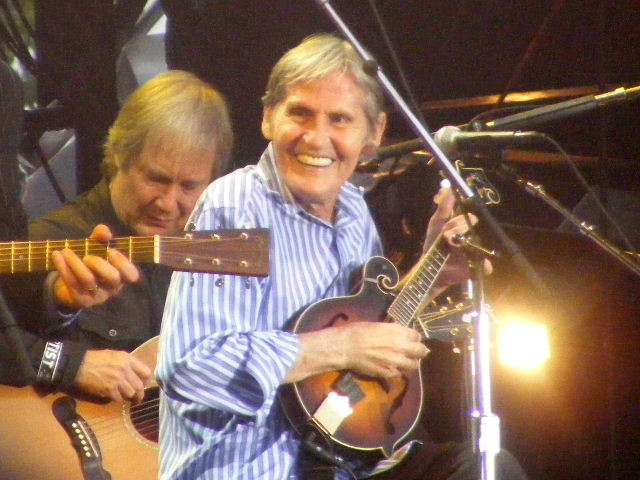
Levon Helm
19 april

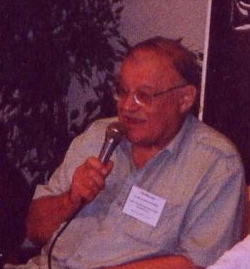
Joe Muranyi
20 april

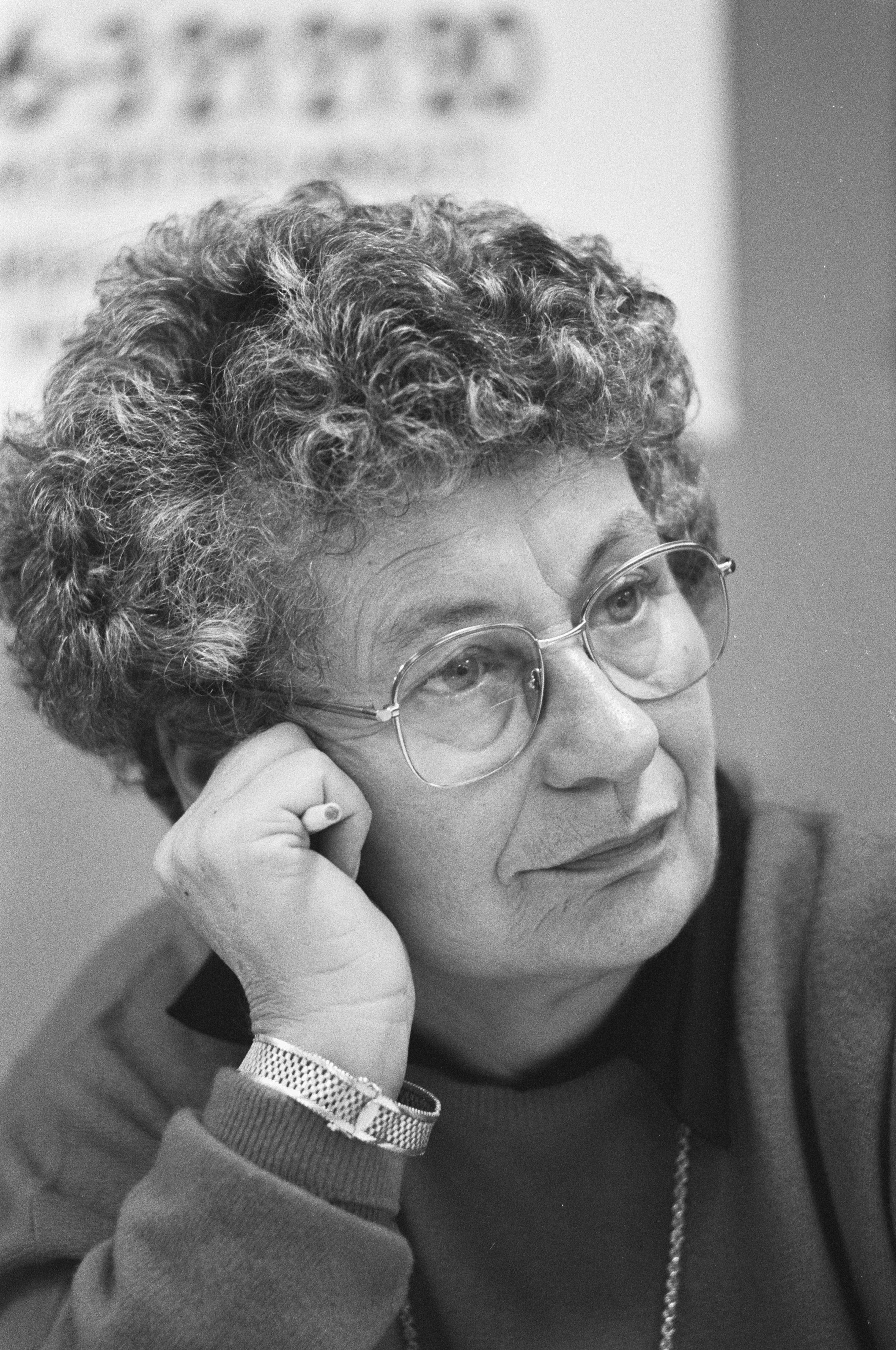
Nell Ginjaar-Maas
24 april

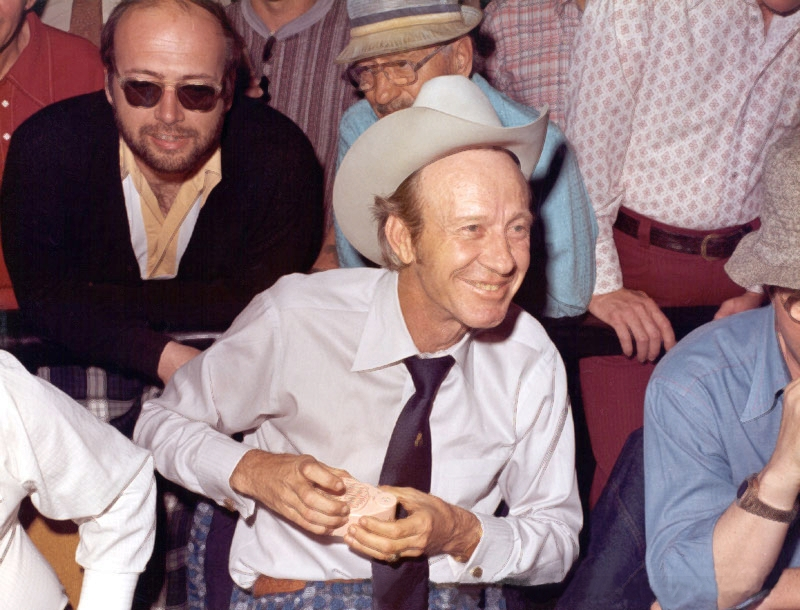
Amarillo Slim
29 april

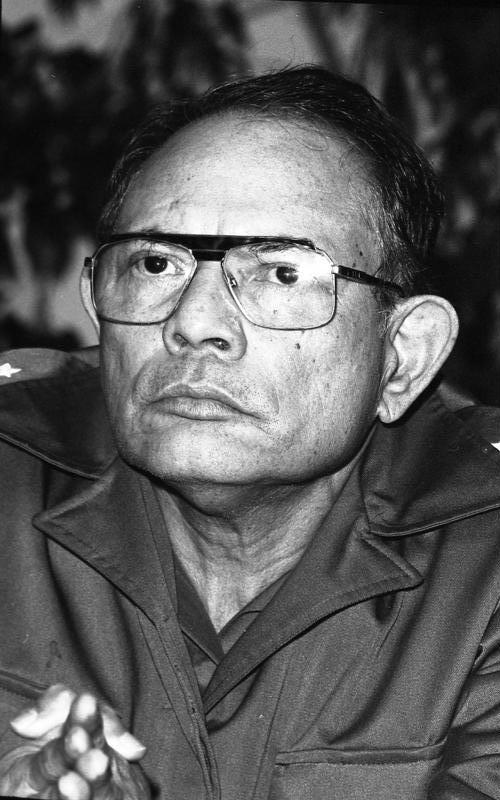
Tomás Borge
30 april

| 1 | 2 | 3 | 4 | 5 | 6 | 7 | 8 | 9 | 10 | 11 | 12 | 13 | 14 | 15 | 16 | 17 | 18 | 19 | 20 | 21 | 22 | 23 | 24 | 25 | 26 | 27 | 28 | 29 | 30 |
| - | - | - | - | - | - | - | - | - | -- | -- | -- | -- | -- | -- | -- | -- | -- | -- | -- | -- | -- | -- | -- | -- | -- | -- | -- | -- | -- |

### 1 april
- Ekrem Bora (78), Turks acteur[1]
- Giorgio Chinaglia (65), Italiaans voetballer[2]
- Leila Denmark (114), Amerikaans medicus[3]
- Jamaa Fanaka (69), Amerikaans filmmaker[4]
- Jos Huigsloot (29), Nederlands footballspeler[5]
- Miguel de la Madrid (77), president van Mexico[6]

### 2 april
- Elizabeth Catlett (96), Amerikaans beeldhouwster[7]
- Jimmy Little (75), Australisch zanger, gitarist en liedjesschrijver[8]
- Fatma Neslişah (91), lid Ottomaanse dynastie[9]

### 3 april
- Danielle Bonel (92), Frans actrice[10]
- Antonio Mingote (93), Spaans cartoonist, auteur en journalist[11]
- Chief Jay Strongbow (83), Amerikaans worstelaar[12]
- Xenia Stad-de Jong (90), Nederlands atlete[13]
- Kurt Stenzel (73), Duits journalist[14]
- José María Zárraga (81), Spaans voetballer[15]

### 4 april
- Anne Karin Elstad (74), Noors schrijfster[16]
- Hans Kreijns (83), Nederlands bridger[17]
- Claude Miller (70), Frans filmregisseur en filmproducent[18]
- Dubravko Pavličić (44), Kroatisch voetballer[19]

### 5 april
- Angelo Castro jr. (67), Filipijnse televisiepresentator en acteur[20]
- Barney McKenna (72), Iers muzikant[21]
- Jim Marshall (88), Brits ondernemer[22]
- Bingu wa Mutharika (78), president van Malawi[23]
- Ferdinand Alexander Porsche (76), Duits auto-ontwerper[24]

### 6 april
- Larry Canning (86), Brits voetballer[25]
- Jacques Giele (70), Nederlands historicus[26]
- Thomas Kinkade (54), Amerikaans schilder[27]
- Fang Lizhi (76), Chinees dissident[28]
- Hilde Sacré (73), Belgisch actrice[29]
- Reed Whittemore (92), Amerikaans schrijver en dichter[30]

### 7 april
- Ignace Moussa I Daoud (81), Syrisch-katholiek patriarch en kardinaal[31]
- Steven Kanumba (28), Tanzaniaans acteur[32]
- Dora Saint (95), Brits schrijfster[33]
- Mike Wallace (93), Amerikaans journalist en tv-presentator[34]

### 8 april
- Bram Bart (49), Nederlands acteur[35]
- Jack Tramiel (83), Pools-Amerikaans ondernemer[36]
- Nell Truman (66), Brits tennisster[37]

### 9 april
- Lili Chookasian (90), Amerikaans operazangeres[38]
- José Guardiola Díaz de Rada (81), Spaans zanger[39]
- Mark Lenzi (43), Amerikaans schoonspringer[40]

### 10 april
- Raymond Aubrac (97), Frans verzetsstrijder[41]
- Camilla Enemark (31), Deens amazone[42]
- Luis Aponte Martínez (89), Puerto Ricaans kardinaal en aartsbisschop[43]

### 11 april
- Ahmed Ben Bella (95), Algerijns politicus[44]
- Abdullah El Baoudi (25), Nederlands acteur[45]
- Roger Caron (73), Canadees schrijver[46]
- Ben Klokman (79), Nederlands journalist[47]
- Marisa Medina (69), Spaans actrice, zangeres en televisiepresentatrice[48]

### 12 april
- Marly Bueno (79), Braziliaans actrice[49]
- Andrew Love (70), Amerikaans saxofonist[50]
- Wolf Martin (64), Oostenrijks schrijver en columnist[51]
- Manfred Orzessek (78), Duits voetballer[52]

### 13 april
- Jonathan Frid (87), Amerikaans acteur[53]
- Aart Hak (87), Nederlands ondernemer[54]
- Heinz Holecek (74), Oostenrijks operazanger[55]
- Margarita Lilowa (76), Bulgaars-Oostenrijks operazangeres[55]
- Jaap Maris (88), Nederlands burgemeester[56]

### 14 april
- Émile Bouchard (92), Canadees ijshockeyspeler[57]
- William Finley (71), Amerikaans acteur[58]
- Veronica Gomez (26), Venezolaans volleybalster[59]
- Lee Kyung-Hwan (24), Zuid-Koreaans voetballer[60]
- Jean-Paul Laenen (81), Belgisch beeldhouwer[61]
- Henk van der Lee (85), Nederlands liedschrijver en zanger[62]
- Piermario Morosini (25), Italiaans voetballer[63]
- Martin Poll (89), Amerikaans filmproducent[64]
- Paulo César Saraceni (79), Braziliaans filmmaker en schrijver[65]

### 15 april
- Paul Bogart (92), Amerikaans televisieregisseur[66]
- André Devreker (89), Belgisch professor[67]
- Hanneke Ippisch-Eikema (87), Nederlands verzetsstrijdster[68]
- Murray Rose (73), Australisch zwemmer[69]
- Stanley Rogers Resor (94), Amerikaans ambtenaar en bestuurder[70]

### 16 april
- Marcelo Alfaro (59), Spaans acteur[71]
- Sari Barabas (98), Hongaars sopraanzangeres[72]
- Ernest Callenbach (83), Amerikaans schrijver en filmrecensent[73]
- Teddy Charles (84), Amerikaans jazzmuzikant en -componist[74]
- George Kunda (56), Zambiaans politicus[75]
- Mærsk Mc-Kinney Møller (98), Deens ondernemer[76]
- Carlo Petrini (64), Italiaans voetballer en voetbaltrainer[77]
- Ageeth Scherphuis (79), Nederlands omroepster en journaliste[78]

### 17 april
- Leila Berg (94), Brits kinderboekenschrijfster en uitgeefster[79]

### 18 april
- Dick Clark (82), Amerikaans tv-presentator[80]

### 19 april
- Greg Ham (58), Australisch liedjesschrijver, acteur en muzikant[81]
- Levon Helm (71), Amerikaans drummer, gitarist en zanger[82]
- Holger Schmezer (65), Duits dressuurcoach[83]
- Valeri Vasiljev (62), Russisch ijshockeyer[84]

### 20 april
- Mario Arturo Acosta (70), Mexicaans militair en veiligheidsagent[85]
- Ayten Alpman (82), Turks zangeres[86]
- Peter Carsten (83), Duits acteur[87]
- George Cowan (92), Amerikaans chemicus[88]
- Willy Minnebo (67), Belgisch politicus[89]
- Joe Muranyi (84), Amerikaans jazzmuzikant[90]
- Theo Rekkers (87), Nederlands zanger en artiestenmanager[91]
- Bert Weedon (91), Brits gitarist[92]

### 21 april
- Charles Colson (80), Amerikaans jurist[93]
- Albert Falco (84), Frans duiker en natuurbeschermer[94]
- Wim Franken (90), Nederlands componist en beiaardier[95]

### 22 april
- Bill Granger (70), Amerikaans schrijver[96]

### 23 april
- Chris Ethridge (65), Amerikaans bassist[97]
- Tommy Marth (33), Amerikaans saxofonist[98]
- Nicolaas van 't Wout (91), Nederlands burgemeester[99]

### 24 april
- Annake de Villiers (36), Zuid-Afrikaans violiste[100]
- Nell Ginjaar-Maas (80), Nederlands politica[101]
- Wim Hoddes (93), Nederlands acteur[102]
- Anke Lautenbach (52), Duits zangeres en actrice[103]
- Ubaldo de Lío (83), Argentijns tangogitarist[104]
- Aase Rasmussen (90), Deens revueartieste en radiopresentatrice[105]
- Amos Vogel (91), Amerikaans cineast[106]

### 25 april
- Louis le Brocquy (95), Iers schilder[107]
- Dicró (66), Braziliaans zanger[108]
- Moscelyne Larkin (87), Amerikaans ballerina[109]
- Gabriëlla Moortgat (88), Belgisch onderneemster[110]
- Rafael Taléns Pello (78), Spaans componist[111]
- Todd Simko (45), Canadees gitarist en platenproducer[112]
- Paul L. Smith (75), Amerikaans acteur[113]
- Jan Szlaga (71), Pools bisschop[114]

### 26 april
- Helmut Jedele (91), Duits film- en televisieproducent[115]
- Ardian Klosi (55), Albanees schrijver, uitgever, vertaler, albanoloog en activist
- Terry Spinks (74), Brits bokser[116]

### 27 april
- Bill Skowron (81), Amerikaans honkbalspeler[117]
- David Weiss (65), Zwitsers kunstenaar[118]

### 28 april
- Dik Bruynesteyn (84), Nederlands striptekenaar en cartoonist[119]
- Matilde Camus (92), Spaans dichteres[120]
- Henk Hofstee (72), Nederlands voetballer en voetbaltrainer[121]
- Patricia Medina (92), Brits actrice[122]

### 29 april
- Eric Charden (69), Frans zanger[123]
- Shukri Ghanem (69), Libisch politicus[124]
- Joel Goldsmith (54), Amerikaans filmcomponist[125]
- Jim McCrary (72), Amerikaans popjournalist en popfotograaf[126]
- Roland Moreno (66), Frans uitvinder van de chipkaart[127]
- Sicelo Shiceka (45), Zuid-Afrikaans politicus[128]
- Amarillo Slim (83), Amerikaans pokerspeler[129]
- Arie Spijkerboer (83), Nederlands predikant[130]

### 30 april
- Ernst Bolldén (45), Zweeds tafeltennisspeler[131]
- Tomás Borge (81), Nicaraguaans politicus en dichter[132]
- Rob van den Broeck (71), Nederlands jazzmusicus en beeldend kunstenaar[133]
- Alexander Dale Oen (26), Noors zwemmer[134]
- Giannis Gravanis (54), Grieks voetballer[135]
- Josef Kuderna (66), Oostenrijks acteur en journalist[136]
- George Murdock (81), Amerikaans acteur[137]
- Benzion Netanjahu (102), Israëlisch historicus[138]

1900 ·
1901 ·
1902 ·
1903 ·
1904 ·
1905 ·
1906 ·
1907 ·
1908 ·
1909 ·
1910 ·
1911 ·
1912 ·
1913 ·
1914 ·
1915 ·
1916 ·
1917 ·
1918 ·
1919 ·
1920 ·
1921 ·
1922 ·
1923 ·
1924 ·
1925 ·
1926 ·
1927 ·
1928 ·
1929 ·
1930 ·
1931 ·
1932 ·
1933 ·
1934 ·
1935 ·
1936 ·
1937 ·
1938 ·
1939 ·
1940 ·
1941 ·
1942 ·
1943 ·
1944 ·
1945 ·
1946 ·
1947 ·
1948 ·
1949 ·
1950 ·
1951 ·
1952 ·
1953 ·
1954 ·
1955 ·
1956 ·
1957 ·
1958 ·
1959 ·
1960 ·
1961 ·
1962 ·
1963 ·
1964 ·
1965 ·
1966 ·
1967 ·
1968 ·
1969 ·
1970 ·
1971 ·
1972 ·
1973 ·
1974 ·
1975 ·
1976 ·
1977 ·
1978 ·
1979 ·
1980 ·
1981 ·
1982 ·
1983 ·
1984 ·
1985 ·
1986 ·
1987 ·
1988 ·
1989 ·
1990 ·
1991 ·
1992 ·
1993 ·
1994 ·
1995 ·
1996 ·
1997 ·
1998 ·
1999 ·
2000 ·
2001 ·
2002 ·
2003 ·
2004 ·
2005 ·
2006 ·
2007 ·
2008 ·
2009 ·
2010 ·
2011 ·
2012 ·
2013 ·
2014 ·
2015 ·
2016 ·
2017 ·
2018 ·
2019 ·
2020 ·
2021 ·
2022 ·
2023 ·
2024 ·
2025